# Kazuhiro Goshima
Kazuhiro Goshima (1969, Japó) és un creador audiovisual japonès. Es va llicenciar al Kyoto Institute of Technology. Va començar a fer pel·lícules independents als disset anys. Actualment treballa en la creació de vídeos, animació generada per ordinador i contingut multimèdia. La seva obra ha rebut el reconeixement de diversos festivals cinematogràfics internacionals. Entre les seves obres destaquen Fade into White #1 (1996, curtmetratge), Fade into White #2 (2000, curtmetratge, gran premi de l'Image Forum Festival del Japó, 2001), Fade into White #3 (2001, curtmetratge, premiat al Festival international du film d'animation d'Annecy, guanyador del premi a l'excel·lència del Japan Media Arts Festival), Fade into White #4 (2003, curtmetratge), Z Reactor (2004, curtmetratge), Desktop Reactor (2006, curtmetratge), Different Cities (2006, curtmetratge), In the Forest of Shadows (2008, curtmetratge), Stereo Shadow (2008, instal·lació), Aliquot Light (2009, curtmetratge), Uncertain Camera (2009, curtmetratge), Throw (2010, curtmetratge), Grass (2010, curtmetratge), Time Binoculars (2010, instal·lació), Tokyo Three Dimensional Suite (2010, curtmetratge), Spatiotemporal Drill (2012, instal·lació), t2z (2012, instal·lació),the distance (2013, curtmetratge), Shadowland (2013, curtmetratge).